# Barbara Mandrell

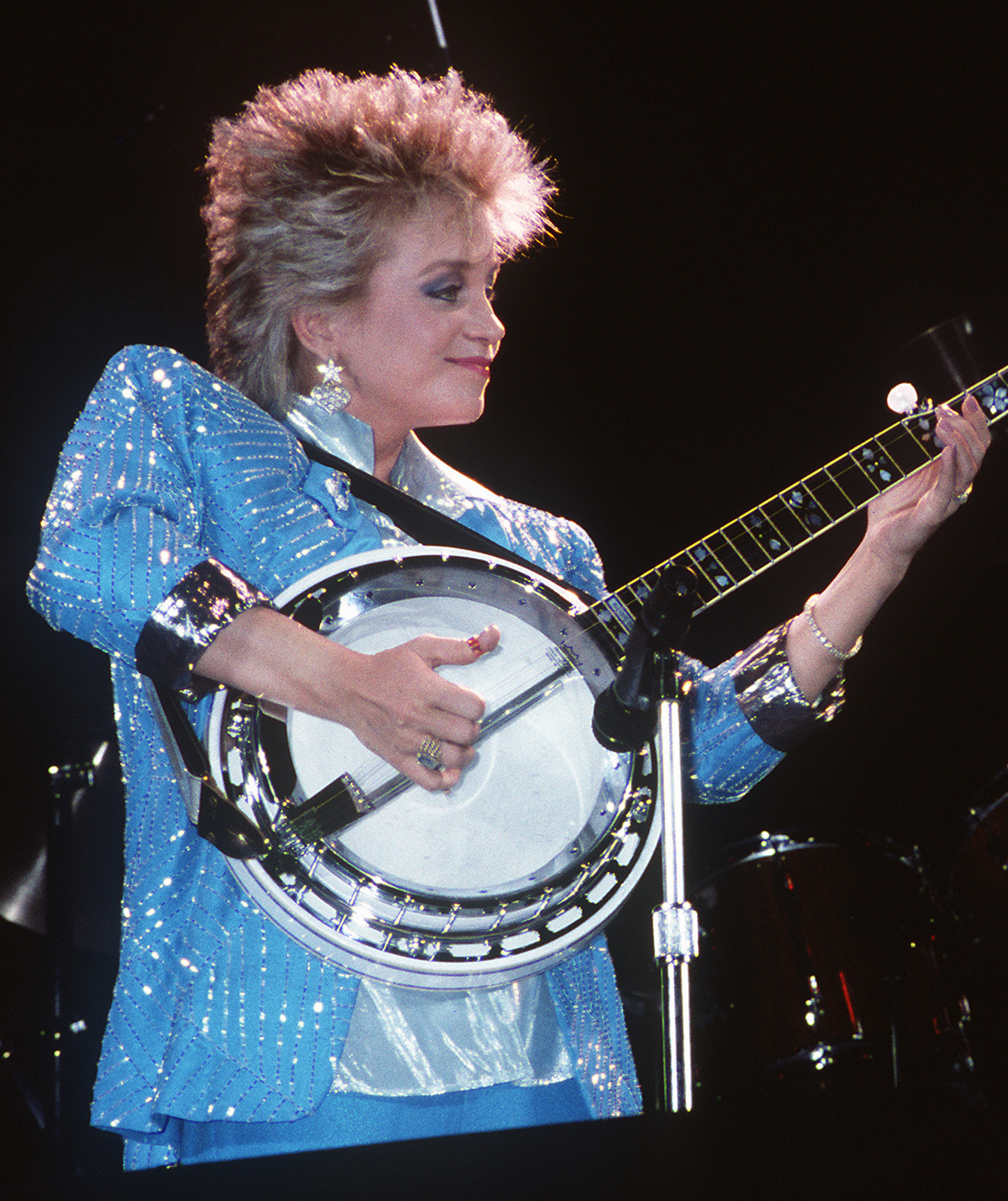
Barbara Mandrell, 1986

Barbara Mandrell (* 25. Dezember 1948 in Houston, Texas) ist eine US-amerikanische Country-Sängerin, -Multiinstrumentalistin und zweifache Grammy-Preisträgerin. Zwischen 1969 und 1989 hatte sie 55 Hits in den US-amerikanischen Country-Charts.

## Leben

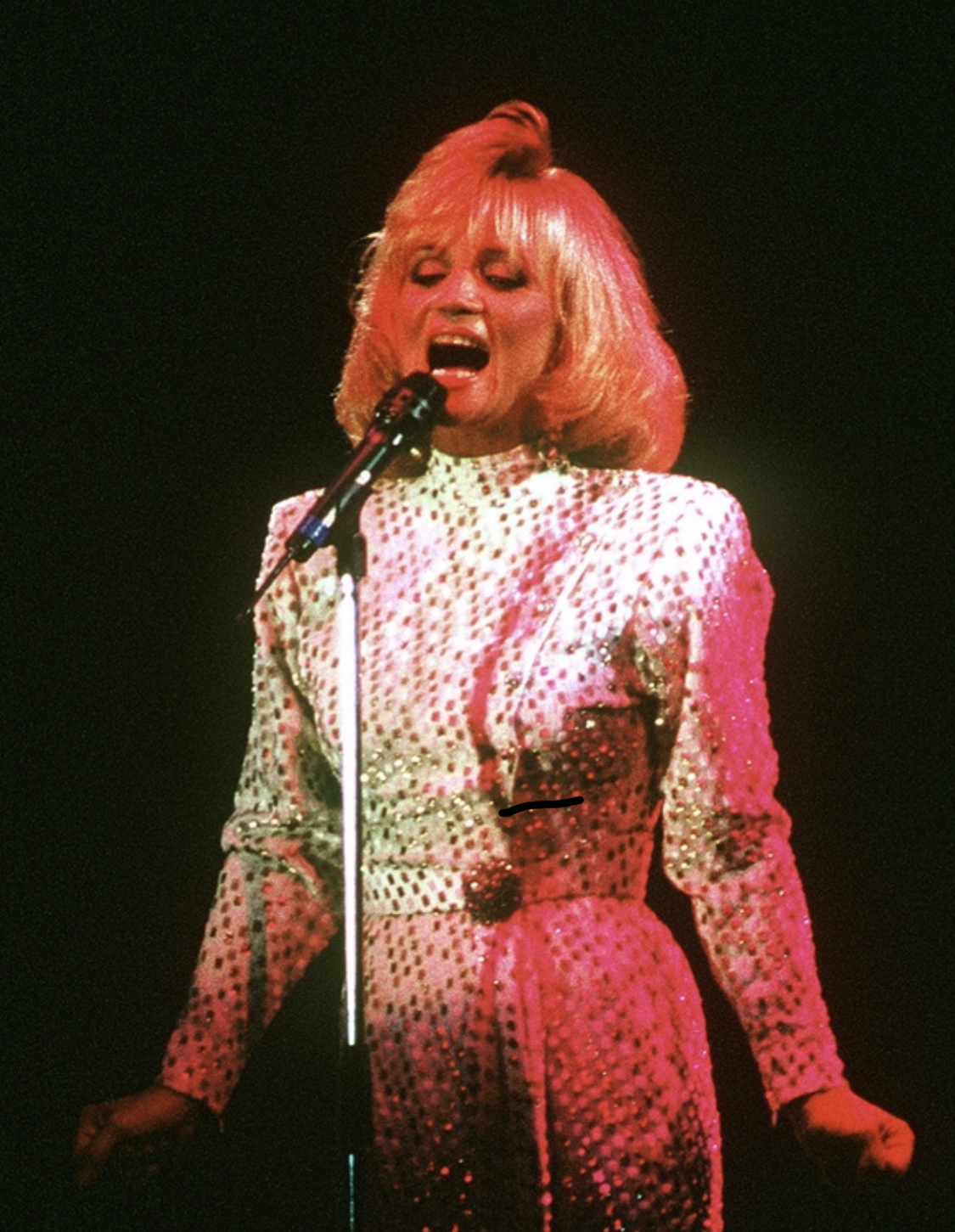
Barbara Mandrell, 1991

Barbara Mandrell gilt als musikalisches Wunderkind, das schon in jungen Jahren zahlreiche Instrumente beherrschte. Ihr Steel-Guitar-Spiel beeindruckte sogar Chet Atkins. Im Alter von elf Jahren trat sie erstmals in einer lokalen Fernsehshow auf. Nur wenig später stand sie mit bekannten Country-Stars wie Johnny Cash und Red Foley auf der Bühne. Ihre musikbegeisterten Eltern gründeten 1963 mit Barbaras jüngeren Schwestern, Louise und Irlene, und zwei weiteren Musikern eine Familien-Band, The Mandrells. Die Gruppe unternahm längere Tourneen durch Nordamerika und Asien. Barbara verliebte sich in den Schlagzeuger der Band, Ken Dudley, und heiratete ihn nach Ende ihrer Schulzeit.
Zunächst zog sie sich aus dem Musikgeschäft zurück. Als ihr Mann in die US-Navy eingezogen und in Übersee stationiert wurde, zog die Familie nach Nashville. Von ihrem Vater als Manager unterstützt, versuchte sie, in der dortigen Country-Szene Fuß zu fassen. 1969 unterschrieb sie beim Columbia-Label einen Schallplattenvertrag. Ein Jahr später gelang ihr mit Playin’ Around With Love der erste Einstieg in die Hitparade. Ihre erste Top-10-Platzierung schaffte sie 1971 mit Tonight My Baby’s Coming Home. Wenig später wurde sie Mitglied der Grand Ole Opry. Mit David Houston wurden erfolgreiche Duette wie die Top-10-Hits After Closing Time (1970) und I Love You, I Love You (1974) aufgenommen.
1975 wechselte sie zum Label ABC. Unter dem Produzenten Tom Collins änderte sich ihr Musikstil in Richtung Country-Pop. Fast augenblicklich zogen die Verkaufszahlen ihrer Platten an. Nach einer Serie von Top-10-Erfolgen schaffte sie 1978 mit Sleeping Single in a Double Bed ihren ersten Nummer-1-Hit. Mandrell wechselte von ABC zu MCA und erlebte hier den Höhepunkte ihrer Karriere. Weitere Spitzenplatzierungen folgten mit (If Loving You Is Wrong) I Don’t Want to Be Right (1979), Years (1980), I Was Country When Country Wasn’t Cool (1981) Til You’re Gone (1982) und One of a Kind Pair of Fools (1983). 1981 und 1982 erhielt sie jeweils den CMA Award „Entertainer of the Year“ sowie Gold-Auszeichnungen für die Alben The Best of Barbara Mandrell und Live. Außerdem erhielt sie zwei Grammys und zahlreiche weitere Auszeichnungen.
1980 bekam sie eine eigene Fernsehshow, Barbara Mandrell and The Mandrell Sisters, in der sie gemeinsam mit ihren beiden Schwestern auftrat. Wegen gesundheitlichen Problemen beschloss sie 1982 die Fernsehshow einzustellen. Ein Jahr später startete sie in Las Vegas die Bühnenshow This Lady is a Champ. Am 11. September 1984 kam ihre Karriere zu einem abrupten Halt, als sie nach einem schweren Autounfall fast ein Jahr im Krankenhaus verbringen musste. Ihre beiden Kinder wurden bei diesem Unfall ebenfalls verletzt. Der 19-jährige Fahrer des in den Unfall verwickelten zweiten Wagens starb. Trotz Mandrells Verletzungen und ihrer Abwesenheit von der Bühne wurde ein Duett-Album mit Lee Greenwood veröffentlicht, das mit To Me einen weiteren Top-10-Hit enthielt. Im Juni 1985 trat die Sängerin im Rahmen der Music City News Awards erstmals wieder auf. Ihr Comeback-Album Get to the Heart erschien im Herbst 1985.
Mittlerweile hatte sich die Country-Musik verändert. Die neuen Traditionalisten übernahmen langsam die Führung. Mandrells Schallplatten konnten sich zwar noch in den Charts platzierten, erreichten aber nicht mehr die großen Erfolge wie einst. Ihre Live-Auftritte fanden nach wie vor ihr Publikum. 1990 schrieb Mandrell ihre Autobiografie Get to the Heart: My Story, die sich monatelang in den Bestsellerlisten hielt und einige Jahre später verfilmt wurde. 1997 beendete sie ihre Karriere als Country-Sängerin, widmete sich kurzzeitig der Schauspielerei und trat im Rahmen von Ehrungen wie dem 2006er Tributalbum She Was Country When Country Wasn't Cool: A Tribute to Barbara Mandrell oder der Aufnahme in die Country Music Hall of Fame in 2009 – die größte Ehre der Country-Musik – wieder in der Öffentlichkeit auf. Mandrell ist noch immer mit ihrer Jugendliebe Ken Dudley verheiratet und hat drei Kinder.

## Diskografie

### Alben
| Jahr | Titel                         | Höchstplatzierung, Gesamtwochen, AuszeichnungChartplatzierungen (Jahr, Titel, Platzierungen, Wochen, Auszeichnungen, Anmerkungen) | Höchstplatzierung, Gesamtwochen, AuszeichnungChartplatzierungen (Jahr, Titel, Platzierungen, Wochen, Auszeichnungen, Anmerkungen) | Anmerkungen       |
| Jahr | Titel                         | US | Country | Anmerkungen       |
| ---- | ----------------------------- | --- | --- | ----------------- |
| 1971 | Treat Him Right               | — | Country44 (2 Wo.)Country |                   |
| 1972 | A Perfect Match               | — | Country38 (5 Wo.)Country | mit David Houston |
| 1973 | The Midnight Oil              | — | Country8 (18 Wo.)Country |                   |
| 1974 | This Time I Almost Made It    | — | Country41 (6 Wo.)Country |                   |
| 1976 | This Is Barbara Mandrell      | — | Country26 (14 Wo.)Country |                   |
| 1976 | Midnight Angel                | — | Country24 (13 Wo.)Country |                   |
| 1977 | Lovers, Friends and Strangers | — | Country26 (12 Wo.)Country |                   |
| 1977 | Love’s Ups and Downs          | — | Country29 (13 Wo.)Country |                   |
| 1978 | Moods                         | US132 (9 Wo.)US | Country8 (59 Wo.)Country |                   |
| 1979 | Just for the Record           | US166 (5 Wo.)US | Country9 (30 Wo.)Country |                   |
| 1980 | Love Is Fair                  | US175 (6 Wo.)US | Country6 (55 Wo.)Country |                   |
| 1982 | ...In Black and White         | US153 (6 Wo.)US | Country7 (22 Wo.)Country |                   |
| 1982 | He Set My Life to Music       | — | Country56 (6 Wo.)Country |                   |
| 1983 | Spun Gold                     | US140 (4 Wo.)US | Country5 (29 Wo.)Country |                   |
| 1984 | Clean Cut                     | — | Country8 (43 Wo.)Country |                   |
| 1984 | Meant for Each Other          | US89 (13 Wo.)US | Country5 (39 Wo.)Country | mit Lee Greenwood |
| 1984 | Christmas at Our House        | — | Country31 (11 Wo.)Country |                   |
| 1985 | Get to the Heart              | — | Country25 (34 Wo.)Country |                   |
| 1986 | Moments                       | — | Country53 (8 Wo.)Country |                   |
| 1987 | Sure Feels Good               | — | Country24 (34 Wo.)Country |                   |
| 1988 | I’ll Be Your Jukebox Tonight  | — | Country35 (22 Wo.)Country |                   |
| 1990 | No Nonsense                   | — | Country72 (2 Wo.)Country |                   |
| 1991 | Key’s in the Mailbox          | — | Country62 (1 Wo.)Country |                   |

Weitere Alben
- 1990: Morning Sun
- 1994: Acoustic Attitude
- 1997: It Works for Me

### Livealben
| Jahr | Titel                 | Höchstplatzierung, Gesamtwochen, AuszeichnungChartplatzierungen (Jahr, Titel, Platzierungen, Wochen, Auszeichnungen, Anmerkungen) | Höchstplatzierung, Gesamtwochen, AuszeichnungChartplatzierungen (Jahr, Titel, Platzierungen, Wochen, Auszeichnungen, Anmerkungen) | Anmerkungen |
| Jahr | Titel                 | US | Country | Anmerkungen |
| ---- | --------------------- | --- | --- | ----------- |
| 1981 | Barbara Mandrell Live | US86 Gold · (24 Wo.)US | Country4 (33 Wo.)Country |             |

### Kompilationen
| Jahr | Titel                        | Höchstplatzierung, Gesamtwochen, AuszeichnungChartplatzierungen (Jahr, Titel, Platzierungen, Wochen, Auszeichnungen, Anmerkungen) | Höchstplatzierung, Gesamtwochen, AuszeichnungChartplatzierungen (Jahr, Titel, Platzierungen, Wochen, Auszeichnungen, Anmerkungen) | Anmerkungen |
| Jahr | Titel                        | US | Country | Anmerkungen |
| ---- | ---------------------------- | --- | --- | ----------- |
| 1977 | The Best of Barbara Mandrell | — | Country37 (6 Wo.)Country |             |
| 1979 | The Best of Barbara Mandrell | US170 Gold · (4 Wo.)US | Country13 (39 Wo.)Country |             |
| 1985 | Greatest Hits                | — | Country27 (26 Wo.)Country |             |

Weitere Kompilationen
- 1981: Looking Back
- 1990: Greatest Country Hits
- 1992: The Best of Barbara Mandrell
- 1995: The Barbara Mandrell Collection
- 1997: Super Hits
- 2000: 20th Century Masters – The Millennium Collection
- 2001: Ultimate Collection
- 2016: This Time I Almost Made It: The Lost Columbia Masters

### Singles
| Jahr | Titel Album                                                         | Höchstplatzierung, Gesamtwochen, AuszeichnungChartplatzierungen (Jahr, Titel, Album, Platzierungen, Wochen, Auszeichnungen, Anmerkungen) | Höchstplatzierung, Gesamtwochen, AuszeichnungChartplatzierungen (Jahr, Titel, Album, Platzierungen, Wochen, Auszeichnungen, Anmerkungen) | Anmerkungen         |
| Jahr | Titel Album                                                         | US | Country | Anmerkungen         |
| ---- | ------------------------------------------------------------------- | --- | --- | ------------------- |
| 1969 | I’ve Been Loving You Too Long (To Stop Now) Treat Him Right         | — | Country55 (7 Wo.)Country |                     |
| 1970 | Playing Around with Love Treat Him Right                            | — | Country18 (12 Wo.)Country |                     |
| 1970 | Do Right Woman, Do Right Man Treat Him Right                        | — | Country17 (12 Wo.)Country |                     |
| 1971 | Treat Him Right                                                     | — | Country12 (12 Wo.)Country |                     |
| 1971 | Tonight My Baby’s Coming Home The Midnight Oil                      | — | Country10 (13 Wo.)Country |                     |
| 1972 | Show Me The Midnight Oil                                            | — | Country11 (13 Wo.)Country |                     |
| 1972 | Holdin’ on (To the Love I Got) The Midnight Oil                     | — | Country27 (12 Wo.)Country |                     |
| 1973 | Give a Little, Take a Little The Midnight Oil                       | — | Country24 (11 Wo.)Country |                     |
| 1974 | This Time I Almost Made It                                          | — | Country12 (16 Wo.)Country |                     |
| 1975 | Wonder When My Baby’s Coming Home This Time I Almost Made It        | — | Country39 (9 Wo.)Country |                     |
| 1975 | Standing Room Only This Is Barbara Mandrell                         | — | Country5 (17 Wo.)Country |                     |
| 1976 | That’s What Friends Are for This Is Barbara Mandrell                | — | Country16 (13 Wo.)Country |                     |
| 1976 | Love Is Thin Ice This Is Barbara Mandrell                           | — | Country24 (12 Wo.)Country |                     |
| 1976 | Midnight Angel                                                      | — | Country16 (12 Wo.)Country |                     |
| 1977 | Married But Not to Each Other Lovers, Friends and Strangers         | — | Country3 (17 Wo.)Country |                     |
| 1977 | Hold Me Lovers, Friends and Strangers                               | — | Country12 (14 Wo.)Country |                     |
| 1977 | Woman to Woman Love’s Ups and Downs                                 | US92 (5 Wo.)US | Country4 (16 Wo.)Country |                     |
| 1978 | Tonight Love’s Ups and Downs                                        | — | Country5 (13 Wo.)Country |                     |
| 1978 | Sleeping Single in a Double Bed Moods                               | — | Country1 (15 Wo.)Country |                     |
| 1979 | (If Loving You Is Wrong) I Don’t Want to Be Right Moods             | US31 (16 Wo.)US | Country1 (14 Wo.)Country |                     |
| 1979 | Fooled by a Feeling Just for the Record                             | US89 (5 Wo.)US | Country4 (14 Wo.)Country |                     |
| 1979 | Years Just for the Record                                           | — | Country1 (15 Wo.)Country |                     |
| 1980 | Crackers Love Is Fair                                               | — | Country3 (16 Wo.)Country |                     |
| 1980 | The Best of Strangers Love Is Fair                                  | — | Country6 (17 Wo.)Country |                     |
| 1981 | I Was Country When Country Wasn’t Cool Barbara Mandrell Live        | — | Country1 (13 Wo.)Country |                     |
| 1981 | Wish You Were Here Barbara Mandrell Live                            | — | Country2 (16 Wo.)Country |                     |
| 1982 | Till You’re Gone In Black and White                                 | — | Country1 (19 Wo.)Country |                     |
| 1982 | Operator, Long Distance Please In Black and White                   | — | Country9 (15 Wo.)Country |                     |
| 1983 | In Times Like These Spun Gold                                       | — | Country4 (19 Wo.)Country |                     |
| 1983 | One of a Kind Pair of Fools Spun Gold                               | — | Country1 (21 Wo.)Country |                     |
| 1984 | Happy Birthday Dear Heartache Clean Cut                             | — | Country3 (21 Wo.)Country |                     |
| 1984 | Only a Lonely Heart Knows Clean Cut                                 | — | Country2 (21 Wo.)Country |                     |
| 1984 | Only a Lonely Heart Knows Clean Cut                                 | — | Country11 (20 Wo.)Country |                     |
| 1985 | There’s No Love in Tennessee Greatest Hits                          | — | Country7 (20 Wo.)Country |                     |
| 1985 | Angel in Your Arms Get to the Heart                                 | — | Country8 (18 Wo.)Country |                     |
| 1985 | Fast Lanes and Country Roads Get to the Heart                       | — | Country4 (19 Wo.)Country |                     |
| 1986 | When You Get to the Heart Get to the Heart                          | — | Country20 (14 Wo.)Country | mit Oak Ridge Boys  |
| 1986 | No One Mends a Broken Heart Like You Moments                        | — | Country6 (22 Wo.)Country |                     |
| 1987 | Sure Feels Good                                                     | — | Country48 (11 Wo.)Country |                     |
| 1987 | Child Support Sure Feels Good                                       | — | Country13 (17 Wo.)Country |                     |
| 1988 | Angels Love Bad Men Sure Feels Good                                 | — | Country49 (11 Wo.)Country | mit Waylon Jennings |
| 1988 | I Wish That I Could Fall in Love Today I’ll Be Your Jukebox Tonight | — | Country5 (22 Wo.)Country |                     |
| 1989 | My Train of Thought I’ll Be Your Jukebox Tonight                    | — | Country19 (16 Wo.)Country |                     |
| 1989 | Mirror, Mirror I’ll Be Your Jukebox Tonight                         | — | Country49 (8 Wo.)Country |                     |

Weitere Singles
- 1963: Queen for a Day
- 1973: The Midnight Oil
- 1981: Love Is Fair
- 1989: You Wouldn’t Know Love (If It Looked You in the Eye)
- 1990: You’ve Become the Dream
- 1990: The Nearness of You
- 1990: Men and Trains
- 1991: I’ll Leave Something Good Behind
- 1991: Feed the Fire
- 1991: The Key’s in the Mailbox
- 1991: When a Man Loves a Woman
- 1992: I Love You Because
- 1992: Try Gettin’ Over You
- 1997: Ten Pound Hammer
- 1997: Get Here

### Kollabosingles
| Jahr | Titel Album                                          | Höchstplatzierung, Gesamtwochen, AuszeichnungChartplatzierungen (Jahr, Titel, Album, Platzierungen, Wochen, Auszeichnungen, Anmerkungen) | Höchstplatzierung, Gesamtwochen, AuszeichnungChartplatzierungen (Jahr, Titel, Album, Platzierungen, Wochen, Auszeichnungen, Anmerkungen) | Anmerkungen       |
| Jahr | Titel Album                                          | US | Country | Anmerkungen       |
| ---- | ---------------------------------------------------- | --- | --- | ----------------- |
| 1970 | After Closing Time A Perfect Match                   | — | Country6 (14 Wo.)Country | mit David Houston |
| 1971 | We’ve Got Everything But Love A Perfect Match        | — | Country20 (12 Wo.)Country | mit David Houston |
| 1972 | A Perfect Match                                      | — | Country24 (13 Wo.)Country | mit David Houston |
| 1973 | I Love You, I Love You A Perfect Match               | — | Country6 (16 Wo.)Country | mit David Houston |
| 1974 | Lovin’ You Is Worth It A Perfect Match               | — | Country40 (12 Wo.)Country | mit David Houston |
| 1984 | To Me Meant for Each Other                           | — | Country3 (20 Wo.)Country | mit Lee Greenwood |
| 1985 | It Should Have Been Love by Now Meant for Each Other | — | Country19 (15 Wo.)Country | mit Lee Greenwood |

### Gastbeiträge
| Jahr | Titel Album                                   | Höchstplatzierung, Gesamtwochen, AuszeichnungChartplatzierungen (Jahr, Titel, Album, Platzierungen, Wochen, Auszeichnungen, Anmerkungen) | Höchstplatzierung, Gesamtwochen, AuszeichnungChartplatzierungen (Jahr, Titel, Album, Platzierungen, Wochen, Auszeichnungen, Anmerkungen) | Anmerkungen       |
| Jahr | Titel Album                                   | US | Country | Anmerkungen       |
| ---- | --------------------------------------------- | --- | --- | ----------------- |
| 1974 | The Ten Commandments of Love A Man Needs Love | — | Country14 (16 Wo.)Country | mit David Houston |

## Auszeichnungen
| Jahr | Org.   | Award                                      |
| ---- | ------ | ------------------------------------------ |
| 1971 | ACM    | Top New Female Vocalist                    |
| 1976 | TNN    | New Female Vocalist                        |
| 1978 | ACM    | Top Female Vocalist                        |
| 1979 | CMA    | Female Vocalist Of The Year                |
| 1979 | TNN    | Top Female Vocalist                        |
| 1980 | ACM    | Entertainer Of The Year                    |
| 1980 | CMA    | Entertainer of the Year                    |
| 1981 | ACM    | Top Female Vocalist                        |
| 1981 | CMA    | Entertainer of the Year                    |
| 1981 | TNN    | Top Female Vocalist                        |
| 1982 | TNN    | Top Female Vocalist                        |
| 1983 | Grammy | Best Inspirational Performance             |
| 2009 | CMA    | Aufnahme in die Country Music Hall of Fame |
| 2009 |        | Aufnahme in die Steel Guitar Hall of Fame  |